# Pałac Karschów i Wickenhagenów w Radomiu
Pałac Karschów i Wickenhagenów – zabytkowy budynek znajdujący się w Radomiu, przy placu Konstytucji 3 Maja 5. Obiekt jest częścią szlaku turystycznego Zabytki Radomia.

## Historia
Wzorowana na pałacu Kronenberga w Warszawie monumentalna, eklektyczna kamienica o charakterze pałacowym została wzniesiona w latach 1881–1882 dla radomskich fabrykantów, Teodora Karscha i Franciszka Wickenhagena. Autor projektu jest nieznany. W górnych kondygnacjach budynku znajdowały się mieszkania właścicieli. W użytkowym parterze budynku mieściła się m.in. Apteka Łagodzińskich, cukiernia Przybytniewskiego, biura Sądu Okręgowego oraz rosyjska Resursa Obywatelska. W okresie okupacji niemieckiej w budynku umieszczono m.in. biura dyrekcji operacyjnej niemieckiej Kolei Wschodniej. Część oryginalnego wyposażenia dawnych apartamentów została przekazana Muzeum im. Jacka Malczewskiego w Radomiu przez prof. Alfonsa Pinno, spadkobiercę jednej z rodzin zamieszkujących gmach przed II wojną światową. Część kolekcji tworzy obecnie wystawę stałą.

## Architektura
Jest to monumentalny, trzykondygnacyjny budynek wzniesiony na planie prostokąta. Korpus główny nakryty jest mansardowym dachem, niegdyś ozdobionym iglicami. Dziewiętnastoosiowa fasada posiada dekoracje o charakterze eklektycznym i rozczłonkowana jest trzema ryzalitami – dwa skrajne, jednoosiowe ozdobione są boniowaniem, natomiast środkowy balkonem wspartym na figurach atlantów i tympanonem, zwieńczonym niegdyś grupą rzeźbiarską. Wewnątrz (w lokalach mieszkaniowych i na klatkach schodowych) zachowały się liczne elementy zdobnicze (terakotowe posadzki, kominki, żeliwne poręcze schodów, sztukaterie).